# Delphinium staphisagria
Delphinium staphisagria, conhecida popularmente por erva-piolha, é uma espécie de planta com flor pertencente à família das ranunculáceas e ao tipo biológico das terófitas. 
A autoridade científica da espécie é L., tendo sido publicada em Species Plantarum 1: 531. 1753.

## Nomes comuns
Além de «erva-piolha», esta espécie dá ainda pelos seguintes nomes comuns: erva-piolho, erva-piolheira, estafiságria (grafia alternativa astafiságria), paparraz (grafia alternativa paparáz), caparrás e alvarraz.

### Etimologia
Quanto ao nome científico desta espécie:
- O nome genérico, Delphinium, provém do grego antigo, δελφίς, que significa «golfinho»[4], por alusão ao feitio dos botões das flores desta espécie, que para o botânico Carl Von Lineu, que primeiro registou esta espécie, se afiguravam como golfinhos.[5]

- O epíteto específico, staphisagria , também provém do grego antigo, tratando-se de uma aglutinação dos étimos, σταφίς (stafis), que significa «uva», e ἀγρία (agria), que significa «brava; selvagem».[6]

## Distribuição
Espécie própria da região do Mediterrâneo.
Na península Ibérica cresce no sul de Portugal e na Espanha em diferentes zonas de Múrcia, Ilhas Baleares e Andaluzia. 

### Portugal
No que toca à sua presença em território português, é nativa de Portugal Continental, marcando presença, nomeadamente, nas zonas da Terra Quente Trasmontana, no Centro-leste montanhoso, em todas as zonas do Sudeste, no Sudoeste meridional e no Barrocal Algarvio.

### Ecologia
Cresce em lugares sombrios e frescos, geralmente secos, embora também possa surgir nas imediações de cursos de água.
É susceptível de medrar tanto em courelas agricultadas, como em terrenos sáfaros, em prados, clareiras de matos e orlas de caminhos.
Por vezes, é cultivada como ornamental, mercê das flores vistosas.

## Proteção
Não se encontra protegida pela legislação portuguesa ou pela da União Europeia.

## Descrição
É uma planta herbácea anual com caule ereto, grossa e robusta, que pode ir dos 40 aos 100 centímetros, revestida com pêlos moles.
As folhas são grandes e palmatipartidas com os segmentos largamente lanceolados ou obovados, inteiros ou fendidos, apresentando 5-9 lóbulos profundos.
Pauta-se pelo esporão curto, de 3 a 4 milímetros, menor que as sépalas. Tem 3 folículos intumescidos, grandes (com cerca de 2 centímetros de comprimento), pubescentes.
Floresce no verão, sendo características as suas flores azuis que aparecem agrupadas em cachos terminais flácidos. A corola tem cinco pétalas de cor branca com tons azulados. Os frutos são cápsulas que contêm sementes.
Nas suas sementes encontram-se uns alcaloides, dos quais se destaca a delfinina, de sabor amargo que leva à morte por asfixia.

## Propriedades
- Antigamente era usada para combater piolhos, daí o seu nome comum[7], sendo também usada como antinevrálgico.[10]
- Utilizada para tingir lã.
- O seu consumo não é aconselhável por ser venenoso.[7][10]
- Aplicação externa contra piolhos e sarna.

A erva-piolha é uma planta toda venenosa, especialmente as sementes. A sua composição é de 30 a 35% de óleo essencial e 1,3 de alcaloides. O mais importante é a delfinina (ações muito semelhantes à aconitina: cristaliza com facilidade, cristais insolúveis na água com sabor amargo) ainda que tenha muitos mais como a delfisina, delfinoidina, estafisagroina, entre outros. A delfinina, tal como a aconitina, atua sobre o sistema nervoso central, primeiro estimulante para paralisar progressivamente, sobretudo os centros respiratórios, pelo que causa a morte por asfixia. Em pequenas doses via cutânea causa irritação e inflamação.
Atualmente, é possível encontrar medicamentos que usam a erva-piolha mas apenas por via externa, para combater a pediculose, a sarna ou as picadas de inseto. Pequenas doses de alcaloide podem ser utilizadas como antinevrálgico, para atenuar palpitações, dor de dentes, asma, nevralgias faciais, entre outros.
Sabe-se que os gregos e os romanos a usavam para provocar o vómito. Mais tarde, popularizou-se o seu uso como vermicida, tanto o pó da semente misturado com o pó talco disperso por onde habitavam os parasitas, como mistura deste mesmo pó de semente com óleo ou manteiga e aplicado-se diretamente no cabelo para matar piolhos.
Outros usos: como planta ornamental e, também, em alguns países para intoxicar peixes na pesca.